# Holomelaena
Holomelaena is een geslacht van vlinders van de familie spinneruilen (Erebidae), uit de onderfamilie Hypeninae.

## Soorten
- H. anomistis Hampson
- H. caterva Hampso
- H. discostriga Hampson
- H. icelomorpha Bethune-Baker, 1911
- H. ndalla Bethune-Baker, 1911
- H. obscura Joannis, 1906
- H. phaeopasta Hampson, 1909